# Paul Maurice Zoll
Paul Maurice Zoll (* 15. Juli 1911 in Boston, Massachusetts; † 5. Januar 1999 in Newton, Massachusetts) war ein US-amerikanischer Kardiologe. Er erfand 1952 den ersten bei Menschen einsetzbaren Herzschrittmacher.

## Leben
Nachdem Paul Zoll an der Boston Latin School graduiert hatte, ging er ans Harvard College, wo er sich für Philosophie und Psychologie interessierte und bei Edwin G. Boring studierte. 1936 ging er an die Harvard Medical School, wo er im letzten Jahr mit Soma Weiss den Zusammenhang zwischen Alkoholismus und Herzerkrankungen erforschte.
Während des Zweiten Weltkrieges diente er als Kardiologe im 160th U.S. Army Station Hospital im Vereinigten Königreich. Hier traf er seinen Harvard-Kommilitonen Dwight Harken wieder, den er bei der erfolgreichen Entfernung von Fremdkörpern aus Herzen unterstützte. Bei der Beobachtung des Herzens beim chirurgischen Eingriff beeindruckte ihn dessen Erregbarkeit. Im Jahr 1952 konnte er mittels externer (transthorakaler) Elektrostimulation einen Herzstillstand beim Menschen beheben. 1956 berichteten er und seine Mitarbeiter, nachdem 1954 die erste extrathorakale Entflimmerung durch J. A. Hopps und Wilfred Gordon Bigelow bei einem in Hypothermie operierten sechs Monate alten Säugling gelungen war, über eine zweite erfolgreiche extrathorakale Defibrillation beim Menschen.
1954 zurück in Boston, nahm er am Beth Israel Hospital seine Forschung mit Herman Blumgart und Mark J. Schlesinger wieder auf. 1973 wurde er mit dem Albert Lasker Award for Clinical Medical Research ausgezeichnet. 1980 war er Mitbegründer der Zoll Medical Corporation. 1981 wurde er in die American Academy of Arts and Sciences aufgenommen.